# Nikolaï Outkine
Pour les articles homonymes, voir Outkine.
Nikolaï Ivanovitch Outkine (en russe : Николай Иванович Уткин), né entre 1779 et 1785 à Tver, et mort en 1863 ou 1868 à Saint-Pétersbourg, est un graveur russe de portraits et de sujets de genre.

## Biographie
Nikolaï Outkine (ou Nicolas-Iwanowisch Outkin), est né en 1779, 1780 ou 1785 à Tver. Admis à l'Académie des art de Saint-Pétersbourg, grâce à la protection du sénateur Mouraviev, il s'y applique à la gravure sur cuivre sous deux maîtres, Ivanov et Klauber. Il se fait remarquer ensuite par divers portraits, ceux entre autres de Mouraviev lui-même et de Michel Desnitzkji. Mais ce qui attire l'attention c'est son Saint Jean-Baptiste d'après Mengs. 
Arrivé à Paris en 1803, il trouve en Bervic un ami qui lui donne les meilleurs conseils pour son Enée sauvant Anchise, d'après le tableau du Dominiquin, lequel lui vaut une médaille d'or et l'honneur d'être présenté à Napoléon. Lorsque les événements de 1812 donnent lieu à l'internement à Bourges de tous les sujets russes venus en France, Outkine doit à Bervic d'être excepté de cette mesure et de pouvoir poursuivre à Paris ses travaux d'art. 

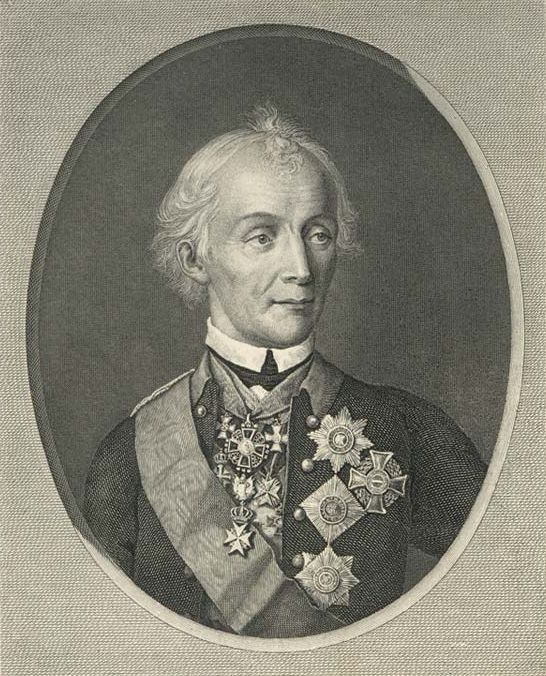
Portrait d'Alexandre Souvorov, gravure d'après le tableau de Johann Heinrich Schmidt.

Il revient à Saint-Pétersbourg en 1814, il y devient membre de l'académie des arts, inspecteur de la galerie de gravures de l'Ermitage, enfin, graveur de l'empereur avec 3000 roubles de traitement. Parmi les œuvres qu'il produit alors, on cite les portraits de Catherine II, Paul Ier, Karamzine, Araktcheïev, etc. Il grave aussi, d'après Warnek, le Passage des Alpes par Souvorov. En 1820, il est nommé membre de l'académie de Stockholm, et en 1828 est appelé à faire partie des académies d'Anvers et de Dresde. 
En 1830 il revient à Paris, et en 1846 il visite la capitale de la Saxe; enfin il se rend en 1857 à Vienne, où l'empereur d'Autriche lui décerne pour sa Communion de saint Basile la médaille d'art en or. Son âge avancé ne l'empêche pas de s'appliquer avec activité à ses travaux et surtout à former consciencieusement des élèves. 
Il meurt en 1863, ou 1868 à Saint-Pétersbourg.

## Élèves
- Constantin Afanassiev (1793-1857)